# Моцарт кугле
Моцарт кугле су светски популарна посластица и један од најпознатијих аустријских брендова. Настале су 1890. године у Салзбургу, према оригиналном рецепту врхунског салзбуршког посластичара Паула Фурста (нем. Paul Fürst). Фурст их је тако назвао у част чувеног аустријског композитора Волфганга Амадеуса Моцарта.
За светско тржиште производи их компаније Мирабел из Салзбурга, а оригиналне Моцарт кугле, израђене ручно по Фурстовом рецепту и на исти начин, данас се могу наћи само у посластичарници Фурст (нем. Konditoraj First) у центру Салзбурга.

## Историја
Године 1890, око 100 година после времена у коме је у Салзбургу живео и радио Волфганг Амадеус Моцарт, врхунски салзбуршки посластичар Паул Фурст дошао је на идеју да направи слаткиш у част овог чувеног аустријског композитора. Паул Фирст није патентирао свој рецепт, (Mocart kugle – suvenir iz Salcburga, Austrija: UTNV.org - https://www.utnv.org/mocart-kugle-suvenir-salcburga-austrija/) pa па је 20-их година 20. века у салзбуршкој фабрици слаткиша Рајсигл (нем. Rajsigl-Süßwarenfabrik), основаној 1897. године, започела производња Моцарт кугли по фурстовом рецепту. Зато и данас важан аспект квалитета ове посластице представља салзбуршко порекло.
После Другог светског рата, 1948. године, један огранак компаније Рајсигл почиње да ради самостално, као Предузеће Мирабел (нем. Firma Mirabell), названо по чувеној салзбуршкој палати Мирабел, чиме је постављена основа за развој бренда Мирабел, данас најпознатијег управо по производњи Моцарт кугли. Убрзо је потражња за овим популарном посластицом толико порасла да мануална производња није више могла да је сустигне. Зато се 60-их година 20. века прешло на индустријску производњу Моцарт кугли.

## Производња Моцарт кугли

### Мануална производња
Посластичарница Фурст у центру Салзбурга данас једина производи оригиналне Моцарт кугле. Ове кугле пакују се у првобитни сребрно-плави омот и нешто су веће од оних индустријски произведених у препознатљивом златно-црвеном паковању. Потомци чувеног посластичара понуде тржишту око милион и по кугли годишње.

### Индустријска производња
Како би се и у индустријској производњи задржао исти квалитет оригиналних салзбуршких Моцарт кугли Мирабелов процес производње обухвата 14 фаза, а за производњу сваке појединачне куглице потребно је укупно 2 сата и 30 минута. На тржишту се данас може наћи велики број производа под овим именом, али се само оне из Салзбурга праве по оригиналном рецепту.

## Дизајн
Оригиналне Фурстове Моцарт кугле пакују се и даље у оригинални сребрно-плави омот са Моцартовим ликом, док су Мирабелове у омоту златно-црвене боје. Почетком 80-их ова компанија је представила нови, препознатљиви дизајн Моцарт кугли лансирањем осмоугаоног поклон пакета и усклађеним кодовима црвене и златне боје.

## Производи настали по узору на Моцарт кугле
Захваљујући великој популарности Моцарт кугли под заштитним знаком Мирабел настале су и друге сличне посластице. Тако је 1982. године настао Salzburger Mozarttaler (Салзбушки Моцарт медаљон), првобитно назван „Тортелети” (Tortelettì), а 2002. и млечна чоколадна табла Mozarttafel (Моцарт штанглa). Године 2010. на тржишту се појављују и Salzburger Mozartkugeln Minis – Моцарт кугле у малом формату, али истог укуса као и оне оригиналне, велике.

## Аустријски бренд
Популарност Моцарт кугли прешла је аустријске границе, па је ова посластица прерасла у део аустријске традиције. Моцарт кугле се данас извозе широм света, а различита паковања постала су неизбежни сувенир који сваки странац понесе са собом из Аустрије. Први аустријски космонаут Франц Вибок (нем. Franz Viehböck), понео је Моцарт кугле у свемир и поклонио их својим руским колегама.

### Друштвена одговорност
Од 1994. године Мирабел спонзорише међународну фондацију Моцаретум (нем. Internationalen Stiftung Mozarteum), чији је основни задатак да негује и чува Моцартово наслеђе за будуће генерације. Такође је годинама покровитељ и Моцартове куће у Бечу (нем. Mozarthaus Vienna), у којој се налази једини преостали стан у Бечу у којме је Моцарт живео.
Током обележавања 250 година од рођења Вофганга Амадеуса Моцарта, 2006. године, компанија је финансирала више пројеката везаних за овај догађај, а 2008. били су званични спонзор Европског фудбалског првенства у Аустрији и Швајцарској. Године 2011. Мирабел спонзорише и аустријски догађај године – Бал у Бечкој опери (нем. Wiener Opernball).